# Mistrzostwa świata w snookerze na sześciu czerwonych
Mistrzostwa świata w snookerze na sześciu czerwonych (ang. SangSom 6-red Snooker International) – nierankingowy turniej zaproszeniowy, odbywający się od roku 2008, mający na celu wyłonienie najlepszego snookerzysty w tej odmianie snookera.

## Historia
Pierwsze mistrzostwa świata w snookerze z 6 czerwonymi odbyły się w 2008 w Bangkoku pod nazwą Six-red Snooker International. W pierwszym turnieju zwyciężył Ricky Walden, który pokonał w finale Stuarta Binghama 8−3. W 2009 odbyła się druga edycja tego turnieju - zawody odbyły się pod nazwą Six-red World Grand Prix. W 2010 ponownie zmieniono nazwę rozgrywek na Six-red World Championship.

## Turnieje
| Rok                           | Zwycięzca                                | Przeciwnik                               | Wynik                                    | Sezon                                    |
| Six-red Snooker International | Six-red Snooker International            | Six-red Snooker International            | Six-red Snooker International            | Six-red Snooker International            |
| ----------------------------- | ---------------------------------------- | ---------------------------------------- | ---------------------------------------- | ---------------------------------------- |
| 2008                          | Ricky Walden                             | Stuart Bingham                           | 8–3                                      | 2008/09                                  |
| Six-red World Grand Prix      |                                          |                                          |                                          |                                          |
| 2009                          | Jimmy White                              | Barry Hawkins                            | 8–6                                      | 2009/10                                  |
| Six-red World Championship    |                                          |                                          |                                          |                                          |
| 2010                          | Mark Selby                               | Ricky Walden                             | 8–6                                      | 2010/11                                  |
| 2012                          | Mark Davis                               | Shaun Murphy                             | 8–4                                      | 2012/13                                  |
| 2013                          | Mark Davis                               | Neil Robertson                           | 8–4                                      | 2013/14                                  |
| 2014                          | Stephen Maguire                          | Ricky Walden                             | 8–7                                      | 2014/15                                  |
| 2015                          | Thepchaiya Un-Nooh                       | Liang Wenbo                              | 8–2                                      | 2015/16                                  |
| 2016                          | Ding Junhui                              | Stuart Bingham                           | 8–7                                      | 2016/17                                  |
| 2017                          | Mark J. Williams                         | Thepchaiya Un-Nooh                       | 8–2                                      | 2017/18                                  |
| 2018                          | Kyren Wilson                             | Ding Junhui                              | 8–4                                      | 2018/19                                  |
| 2019                          | Stephen Maguire                          | John Higgins                             | 8–6                                      | 2019/20                                  |
| 2020                          | Odwołane ze względu na pandemię COVID-19 | Odwołane ze względu na pandemię COVID-19 | Odwołane ze względu na pandemię COVID-19 | Odwołane ze względu na pandemię COVID-19 |
| 2021                          | Odwołane ze względu na pandemię COVID-19 | Odwołane ze względu na pandemię COVID-19 | Odwołane ze względu na pandemię COVID-19 | Odwołane ze względu na pandemię COVID-19 |
| 2022                          | Odwołane ze względu na pandemię COVID-19 | Odwołane ze względu na pandemię COVID-19 | Odwołane ze względu na pandemię COVID-19 | Odwołane ze względu na pandemię COVID-19 |
| 2023                          | Ding Junhui                              | Thepchaiya Un-Nooh                       | 8–6                                      | 2022/23                                  |